# 邮件马车

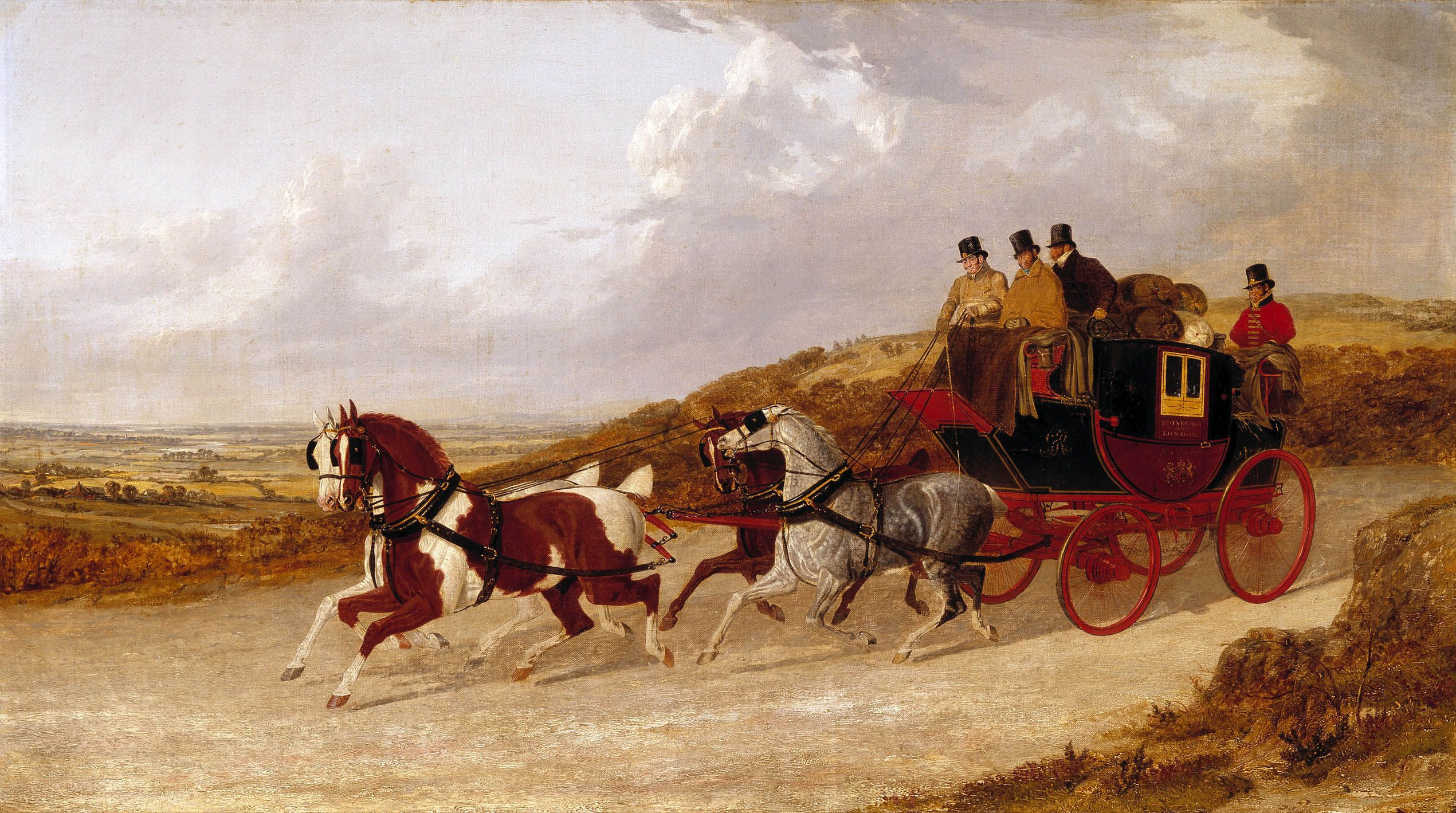
《爱丁堡到伦敦的皇家邮政》，1838，约翰·弗雷德里克·赫林

邮件马车（Mail coach）是英国邮政业曾经使用的一种驿站马车。马车负责运送皇家邮政的邮件，马车上有皇家邮政的雇员负责保护邮件，他们通常站在马车后部。马车前部则有四个旅客座位，旅客在交过钱后可以搭乘马车旅行。但除了换马、收发邮件时马车会短暂停留外，其他时候一般不会为了乘客的私人原因停车。
这一邮寄模式始于1784年，1789年爱尔兰也开始有了邮件马车。到19世纪中期，随着铁路列车的出现，邮件马车逐渐消失。

## 历史
英国的邮政业始于1635年，当时邮件是由邮递员骑马收集并邮递的。巴斯的剧院老板约翰·帕尔默（1742 –1818）觉得这种邮寄方式没什么效率。1782年他给伦敦的邮局写信提出可以用马车统一收集、派送邮件，但当地官员并不以为然。幸运的是，财政大臣小威廉·皮特允许他在布里斯托尔到伦敦之间试运营一下以观后效。当时两地间邮件派送需要38小时，但新的系统运行之后大幅缩减为16小时。
皮特大为欣喜，于是将此系统进一步推广。到1785年英格兰的主要城市之间都有了邮件马车。次年爱丁堡也开通了此业务。
但到19世纪中期，随着铁路列车的出现，邮件马车迅速消失。1846年伦敦到诺威奇的邮件马车终止服务，标志着全国邮件马车业的终结。地区性的小规模邮件马车则在1850年代消失。